# Starfire Burning Upon the Ice-Veiled Throne of Ultima Thule
Starfire Burning Upon the Ice-Veiled Throne of Ultima Thule (v překladu Nebeský oheň planoucí nad ledovým trůnem nejzazšího Thule) je druhé studiové album britské black metalové skupiny Bal-Sagoth z roku 1996, které vyšlo u britského vydavatelství Cacophonous Records. Vyšlo i v licenci v Polsku, České republice, Rusku a na Ukrajině. Vyznačuje se velmi dlouhými názvy skladeb.

## Seznam skladeb
1. "Black Dragons Soar above the Mountain of Shadows (Prologue)" – 3:05
2. "To Dethrone the Witch-Queen of Mytos K'unn (The Legend of the Battle of Blackhelm Vale)" – 6:45
3. "As the Vortex Illumines the Crystalline Walls of Kor-Avul-Thaa" – 6:35
4. "Starfire Burning Upon the Ice-Veiled Throne of Ultima Thule" – 7:23
5. "Journey to the Isle of Mists (Over the Moonless Depths of Night-Dark Seas)" – 1:11
6. "The Splendour of a Thousand Swords Gleaming Beneath the Blazon of the Hyperborean Empire" – 6:03
7. "And Lo, When the Imperium Marches Against Gul-Kothoth, Then Dark Sorceries Shall Enshroud the Citadel of the Obsidian Crown" – 6:28
8. "Summoning the Guardians of the Astral Gate" – 6:09
9. "In the Raven-Haunted Forests of Darkenhold, Where Shadows Reign and the Hues of Sunlight Never Dance" – 6:29
10. "At the Altar of the Dreaming Gods (Epilogue)" – 2:29

## Sestava
- Byron Roberts – vokály, koncept obalu, logo
- Chris Maudling – kytara
- Jonny Maudling – klávesy, bicí

### Další personál
- Joe Petagno - obal
- Mags - producent, zvukový inženýr